# Погорелов, Василий Фёдорович
Василий Фёдорович Погорелов (1925—1977) — лейтенант Граниковка(ныне — Сандыктауский район Акмолинской области Казахстана). Окончил восемь классов школы. В 1943 году Погорелов был призван на службу в Рабоче-крестьянскую Красную Армию. С февраля того же года — на фронтах Великой Отечественной войны. В 1944 году Погорелов окончил курсы младших лейтенантов.
К декабрю 1944 года гвардии лейтенант Василий Погорелов командовал ротой 183-го гвардейского стрелкового полка 59-й гвардейской стрелковой дивизии 37-го стрелкового корпуса 46-й армии 2-го Украинского фронта. Отличился во время освобождения Венгрии. 4 декабря 1944 года рота Погорелова успешно переправилась через Дунай в районе города Эрчи и приняла активное участие в боях за захват и удержание плацдарма, отразив большое количество вражеских контратак.
Указом Президиума Верховного Совета СССР от 24 марта 1945 года за «образцовое выполнение боевых заданий командования на фронте борьбы с немецкими захватчиками и проявленные при этом мужество и героизм» гвардии лейтенант Василий Погорелов был удостоен высокого звания Героя Советского Союза с вручением ордена Ленина и медали «Золотая Звезда» за номером 8941.
В 1946 году Погорелов был уволен в запас. Проживал и работал в городе Серафимович Волгоградской области. Умер 22 апреля 1977 года.
Был также награждён орденами Красной Звезды и Славы 3-й степени, рядом медалей.